# Liogenys densicollis
Liogenys densicollis är en skalbaggsart som beskrevs av Moser 1921. Liogenys densicollis ingår i släktet Liogenys och familjen Melolonthidae. Inga underarter finns listade i Catalogue of Life.